# Michelle Wie
Michelle Wie, född 11 oktober 1989, är en professionell amerikansk golfspelare. Hon har bland annat uppmärksammats för sina långa utslag och för sina försök att klara cutten i en tävling på herrarnas PGA Tour, samt att hon slog igenom som väldigt ung.

## Tidiga år
Wie föddes i Honolulu på Hawaii och har koreanskt ursprung, hon började spela golf vid fyra års ålder. År 2000, vid 10 års ålder, blev hon den yngsta spelaren någonsin att kvalificera sig till en amatörtävling arrangerad av USGA, och kvalificerade sig för matchspel vid U.S. Women's Amateur Public Links Championship . Två år senare slutade hon som semifinalist i samma tävling, och blev därmed den yngsta spelaren att någonsin komma så långt.

## 2002-2004: Amatörkarriär
2002 blev Wie den yngsta golfare att kvalificera sig för en LPGA-tävling, Takefuji Classic. 2003 spelade hon en runda på 66 slag vid Kraft Nabisco Championship, delat amatörrekord vid en kvinnlig major. Hon vann också Women’s Amateur Public Links 2003, och blev den yngsta spelare någonsin att vinna en vuxentävling arrangerad av USGA. 15 januari 2004 blev Wie den fjärde kvinnan, och den yngsta någonsin, att spela i en tävling på en manlig golftour, nämligen Sony Open på Waialae Country Club på PGA-touren. Efter två rundor med 72 respektive 68 slag slutade hon på par och missade cutten med ett slag. Samma år blev hon också den första amatör att få dispens att spela US Women's Open, ett beslut som skapade viss splittring i damgolfgemenskapen. Inbjudningen baserades på Wies teoretiska plats i penninglistan, vilket skulle ha kvalificerat henne automatiskt om hon vore professionell. Hon slutade på trettonde plats i tävlingen.
Wie blev 2004 den yngsta kvinna någonsin att vara med i Curtis Cup, samma år blev hon också fyra i Kraft Nabisco Championship, fyra slag efter vinnaren Grace Park. Om hon spelat 2004 års säsong som professionell hade hon tjänat över en kvarts miljon amerikanska dollar.

## 2005: Wie blir professionell
Wie har fått mycket uppmärksamhet från manliga spelare som påpekat att hon slår otroligt långt för att vara en kvinna. Vid 16 års ålder har hon en medeldrive på ungefär 280 yards, ungefär 10 yards längre än Annika Sörenstam, och bara precis kortare än medellängden på manliga PGA-touren. Hon har blivit hyllad av bland andra Ernie Els, Fred Couples och Arnold Palmer.
Hon påbörjade 2005 års säsong på LPGA-touren med att bli tvåa vid SBS Open. I juni samma år blev hon tvåa i LPGA Championship, en av damernas majors. Ett par dagar senare blev hon den första kvinnliga golfspelaren att kvalificera sig för en USGA-tävling för män, när hon slutade på delad förstaplats i kvalificeringen till U.S. Amateur Public Links. Vid US Women’s Open låg hon i delad ledning efter tredje rundan men fick 82 slag sista rundan och slutade på delad tjugotredjeplats. Veckan efter spelade hon John Deere Classic i ett tredje försök att klara cutten i en PGA-tour-tävling men missade den med två slag efter en dubbelbogey och en bogey sent under den andra rundan.
Omedelbart efter John Deere spelade Wie i Public Links, och slutade bland de 64 bästa i kvalificeringen till matchspel, men förlorade i kvartsfinalen mot den blivande segraren. Veckan efter Public Links åkte hon till Frankrike för att spela Evian Masters. Hon slutade på delad andraplats med Lorena Ochoa, bakom 18-åriga Paula Creamer. Veckan efter detta slutade hon på delad tredjeplats i Women’s British Open, årets fjärde och sista major, vilket också blev hennes sista tävling innan hon återvände till skolan.
5 oktober 2005, mindre än en vecka före hennes sextonde födelsedag, utannonserade Wie att hon skulle bli professionell, och skrev på kontrakt med Nike och Sony värda mer än 10 miljoner USD per år. Hon utannonserade också att hon skulle skänka 500 000 USD till offren i Katrinakatastrofen.

## Professionell karriär
Wies första tävling som professionell var Samsung World Championship, en LPGA-tävling öppen enbart för de 20 bästa proffsen. Då Wie bjöds in var hon fortfarande bara amatör, och fick dispens av tävlingens sponsor. Wies resultat ledde till en fjärdeplats, men hon blev diskvalificerad på grund av ett regelbrott som hon inte rapporterat.
Wie spelade sin andra proffstävling i november 2005, nämligen Casio World Open på JPGA-touren. Hon spelade fyra över par och missade cutten. Sin tredje professionella tävling spelades i januari 2006, Sony Open in Hawaii på PGA-touren. Återigen missade hon cutten, efter två rundor på 79 respektive 68 slag. I februari 2006 rankades hon på tredje plats i damernas världsranking.